# Eduardo Sanjuán Albi
Eduardo Sanjuán Albi, també conegut com a Eduard Sanjuán i Albí, (Sueca, 1880 - Londres, segle xx) va ser un periodista i advocat valencià arrelat a Catalunya.
Com a redactor del diari El Diluvio va dirigir, entre els anys 1923 i 1925, l'exitosa campanya d'indult de la família Roldán, empresonats per l'afer conegut com la Tragèdia de Benagalbón. Els esdeveniments es remunten al 1914, en un poble andalús, quan el pare, mare i fill d'una família van ser empresonats pel degollament d'un caporal de la Guàrdia Civil, després dels aldarulls que va ocasionar l'interventor monàrquic quan es va negar a signar els resultats electorals que donaven la victòria a candidats republicans. Onze anys després, el mitjà de premsa va aconseguir forçar a les autoritats perquè absolguessin la família davant la manca de proves. Posteriorment, al 1925, va escriure el llibre La Tragedia de Benagalbón, amb l'editorial Cosmos, basat en aquests fets.
Llicenciat en Dret el 1930 per la Universitat de Barcelona. L'any 1931 es va presentar a les eleccions a Corts Constituents de la Segona República Espanyola per Extrema Izquierda Federal. L'any 1932 es va presentar a la candidatura Aliança d'Extremes Esquerres, nascuda de la fusió entre Extrema Izquierda Federal i el Partido Social Revolucionario a les eleccions al Parlament de Catalunya per la circumscripció de Barcelona. L'any 1936, quan va esclatar la Guerra Civil Espanyola, presidia els tribunals populars número 3 i 4 de Catalunya, i dos anys més tard, ho feia només del número 4. Bastit d'unes fortes conviccions republicanes, es va negar a exiliar-se plenament convençut que una victòria del bàndol colpista era impensable. El seu nivell d'autoconfiança va ser tant alt que fins i tot, en ple 1939, quan la desfeta republicana era un fet categòric, es va negar a fugir per tal d'evitar possibles represàlies. Davant d'aquesta situació, els seus amics el van forçar a entrar a un cotxe i se'l van endur a França perquè estigués sa i estalvi. Pocs anys després va morir a Londres envoltat d'un sentiment de tristesa per no haver pogut tornar a veure la seva esposa ni a cap dels seus fills. Va ser l'avi del periodista Eduard Sanjuán.